# Ko Hyon-suk
Ko Hyon-suk (koreanisch 고현숙; * 21. März 1985 in Hyesan) ist eine ehemalige nordkoreanische Eisschnellläuferin.

## Werdegang
Ko wurde 15-mal nordkoreanische Meisterin und trat international erstmals bei den Juniorenweltmeisterschaften 2002 in Klobenstein in Erscheinung. Dort kam sie auf den 26. Platz im Mehrkampf. Erstmals im Januar 2004 in Harbin startete sie im Eisschnelllauf-Weltcup, wobei sie den 24. Platz über 1000 m errang und erreichte im Dezember 2004 dort mit dem 19. Platz über 100 m ihre beste Platzierung im Weltcup. Bei den Winter-Asienspielen 2007 in Changchun wurde sie jeweils Zehnte über 500 m und 1000 m sowie Neunte über 100 m. In der Saison 2009/10 absolvierte sie in Calgary ihren letzten Weltcup, welchen sie in der B-Gruppe auf dem 11. Platz über 1000 m beendete und lief beim Saisonhöhepunkt, den Olympischen Winterspielen 2010 in Vancouver, auf den 13. Platz über 1000 m sowie auf den neunten Rang über 500 m. Bei den Winter-Asienspielen 2011 in Astana kam sie auf den zehnten Platz über 500 m sowie auf den achten Rang über 1000 m.

## Erfolge

### Olympische Spiele
- 2010 Vancouver: 9. Platz 500 m, 13. Platz 1000 m

### Winter-Asienspiele
- 2007 Changchun: 9. Platz 100 m, 10. Platz 1000 m, 10. Platz 500 m
- 2011 Astana: 8. Platz 1500 m, 10. Platz 500 m

## Persönliche Bestzeiten
| Disziplin | Zeit        | Datum             | Ort            |
| --------- | ----------- | ----------------- | -------------- |
| 500 m     | 38,08 s     | 30. Januar 2010   | Calgary        |
| 1000 m    | 1:15,19 min | 30. Januar 2010   | Calgary        |
| 1500 m    | 2:02,93 min | 30. Dezember 2010 | Calgary        |
| 3000 m    | 4:30,70 min | 5. Februar 2001   | Hamgyŏng-namdo |
| 3000 m    | 7:50,40 min | 6. Februar 2001   | Hamgyŏng-namdo |